# Nordkanal (Berlin)
Nordkanal (ⓘ) war die Planungsbezeichnung für einen etwa 30 km langen Kanal, der eine wirtschaftliche Erschließung der Gebiete im Nordosten Berlins unterstützen und zwischen der Spree unterhalb von Köpenick und dem Tegeler See verlaufen sollte. Der Kanal war als Äquivalent zum 1900–1906 gebauten Teltowkanal im Süden Berlins vorgesehen, wurde aber nie realisiert. Eine der Vorleistungen war der Nordgraben, der die Panke  mit dem Tegeler See verbindet.

## Geschichte
Bereits in den 1880er Jahren gab es erste Überlegungen für eine nördliche künstliche Wasserstraße. Für den Schinkelwettbewerb des Jahres 1886 wurde als Ingenieur-Aufgabe der Entwurf einer Hafen- und Canalanlage für den Norden Berlins vorgegeben. Fünf Entwürfe gingen zu dieser Aufgabe ein. Der Preis nebst Medaille wurde Friedrich Gerlach zuerkannt, dessen Entwürfe im Architekturmuseum der Technischen Universität Berlin erhalten sind. Nach seinem Entwurf sollte der Kanal vom Berlin-Spandauer Schifffahrtskanal abgehen und über eine Mehrkammerschleuse zu einem neu anzulegenden großen Hafenbecken im Bereich zwischen Wisbyer Straße und Schönhauser Allee führen. Interessant war die Idee, einen notwendigen Schwenk des Kanals mit der Möglichkeit zum Wenden der Schiffe auszuführen, der von einer Straßenbrücke überspannt werden sollte. Die Koordinaten zeigen in etwa den Ort des geplanten Wendebassins. Diese frühe Planvariante entspricht im Wesentlichen dem Verlauf der heutigen Seestraße und Bornholmer Straße bis östlich kurz hinter die Bösebrücke. Ein Kanalverlauf, der soweit innerstädtisch verlief, konnte aufgrund des schnellen Stadtwachstums bereits kurze Zeit später nicht mehr umgesetzt werden.
Die Berliner Wirtschaft erhob bis um 1905 stets weitere Forderungen zu einer verkehrstechnischen Erschließung des Berliner Nordostens auf dem Wasserweg. Indes wurde ein Abschnitt der geplanten Kanalführung im Jahr 1905 wieder belebt: Ein Stichkanal zwischen Rosenthal und dem Tegeler See sollte nun in Angriff genommen werden.

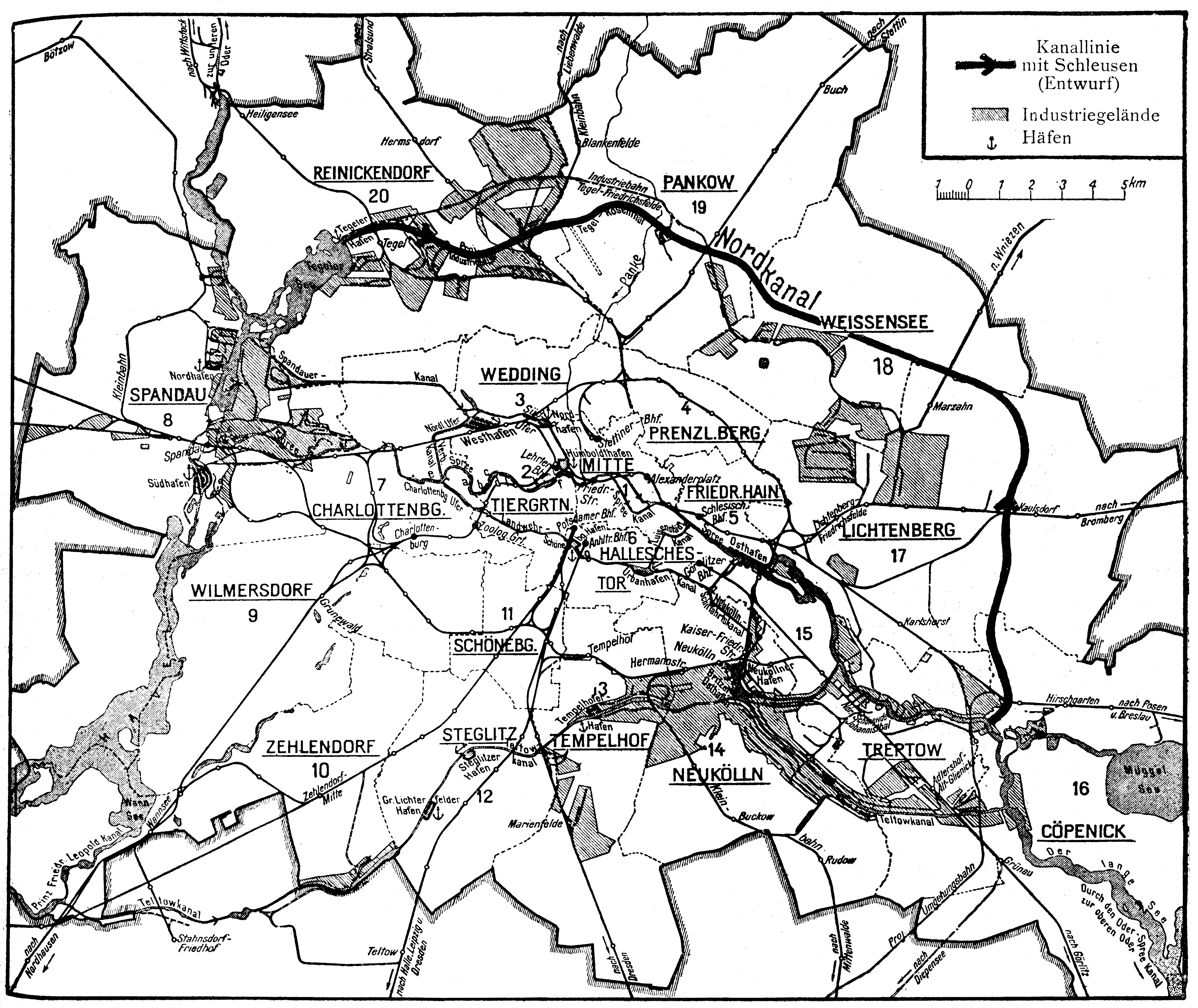
Übersichtsplan der Berliner Wasserstraßen mit dem 1924 geplanten Nordkanal

Nach der Bildung der Stadtgemeinde Groß-Berlin im Jahre 1920 stellte Berlin zur Linderung der Arbeitsnot und zur Belebung der Wirtschaft den Plan zur Errichtung eines Nordkanals wieder auf, mit geänderter, weiter nördlich/östlich verlaufender Streckenführung. Der Kanal sollte unterhalb von Köpenick an der Spree beginnen, die damaligen städtischen Rieselfelder und die Wuhlheide durchschneiden, anschließend durch Biesdorf, Lichtenberg, Weißensee, Hohenschönhausen, Pankow, Blankenburg, Buchholz, Reinickendorf, Rosenthal, Wittenau und Tegel führen und letztendlich in den Tegeler See münden. Der Kanal hätte somit eine Länge von 31 km aufgewiesen. Er sollte zwei Schleusen erhalten und für 1000-Tonnen-Schiffe ausgebaut werden.
Die Verlagerungen der Planungsprioritäten in der Zeit des Dritten Reiches zur Welthauptstadt Germania führten schließlich zur gänzlichen Aufgabe des Projekts. Die verschiedenen Trassenführungen sind im Laufe der Jahre durch immer dichtere Bebauung ausgeschlossen.